# Persone di cognome d'Asburgo
| Questa pagina contiene informazioni ricavate automaticamente dalle voci biografiche con l'ausilio del template Bio e di un bot. L'aggiornamento è periodico e automatico e ricostruisce completamente la pagina. Se manca una persona in questa lista, sei pregato di non aggiungerla, ma accertati piuttosto che la sua voce biografica contenga il template Bio e che i dati anagrafici siano correttamente compilati. Se il template Bio manca, inseriscilo tu stesso o, in alternativa, metti l'avviso {{tmp\|Bio}} che ne segnala la mancanza. Se i dati riportati sono sbagliati, correggi direttamente la voce biografica; le modifiche saranno visibili in questa lista entro pochi giorni. Per chiarimenti vedi il progetto antroponimi. La lista contiene solo le 109 persone che sono citate nell'enciclopedia e per le quali è stato implementato correttamente il template Bio. Pagina aggiornata al 18 apr 2019. |

Questa è una lista di persone presenti nell'enciclopedia che hanno il cognome d'Asburgo, suddivise per attività principale.

## Cardinali(2)
- Alberto d'Austria, cardinale e arcivescovo cattolico austriaco (Wiener Neustadt, n.1559 - Bruxelles, †1621)
- Ferdinando d'Asburgo, cardinale, arcivescovo cattolico e generale spagnolo (San Lorenzo de El Escorial, n.1609 - Bruxelles, †1641)

## Militari(1)
- Leopoldo Guglielmo d'Austria, militare, vescovo cattolico e collezionista d'arte austriaco (Wiener Neustadt, n.1614 - Vienna, †1662)

## Nobili(16)
- Alberto II lo Sciancato, nobile (Castello di Habsburg, n.1298 - Vienna, †1358)
- Alberto III d'Asburgo, nobile (Vienna, n.1348 - Laxenburg, †1395)
- Alberto IV d'Asburgo, nobile (Vienna, n.1377 - Klosterneuburg, †1404)
- Alberto VI d'Asburgo, nobile (Vienna, n.1418 - Vienna, †1463)
- Alfonso d'Asburgo, nobile (San Lorenzo de El Escorial, n.1611 - Madrid, †1612)
- Anna d'Asburgo, nobile austriaca (Praga, n.1528 - Monaco di Baviera, †1590)
- Anna d'Asburgo, nobile austriaca (Vienna, n.1432 - Eckartsberga, †1462)
- Anna d'Asburgo, nobile austriaca (n.1280 - Breslavia, †1328)
- Barbara d'Austria, nobile austriaca (Vienna, n.1539 - Ferrara, †1572)
- Carlo Giuseppe d'Asburgo, nobile (Vienna, n.1649 - Linz, †1664)
- Carlo Ludovico d'Asburgo-Lorena, nobile (Schönbrunn, n.1833 - Vienna, †1896)
- Carlo di Spagna, nobile (Madrid, n.1607 - Madrid, †1632)
- Carlos Lorenzo d'Asburgo, nobile (n.1573 - †1575)
- Caterina d'Austria, nobile (Vienna, n.1533 - Linz, †1572)
- Caterina Renata d'Asburgo, nobile austriaca (Graz, n.1576 - Graz, †1599)
- Gregoria Massimiliana d'Asburgo, nobile austriaca (Graz, n.1581 - Graz, †1597)

## Principi(1)
- Baltasar Carlos di Spagna, principe spagnolo (Madrid, n.1629 - Saragozza, †1646)

## Sovrane(6)
- Anna d'Asburgo, sovrana (Graz, n.1573 - Varsavia, †1598)
- Anna d'Asburgo, sovrana (Valladolid, n.1601 - Parigi, †1666)
- Caterina d'Asburgo, sovrana (Torquemada, n.1507 - Lisbona, †1578)
- Cecilia Renata d'Asburgo, sovrana (Graz, n.1611 - Vilnius, †1644)
- Giovanna d'Austria, sovrana (Praga, n.1547 - Firenze, †1578)
- Maria Teresa d'Asburgo, sovrana spagnola (San Lorenzo de El Escorial, n.1638 - Versailles, †1683)

## Sovrani(5)
- Alberto I d'Asburgo, sovrano (Rheinfelden, n.1255 - Brugg, †1308)
- Alberto II d'Asburgo, sovrano (Vienna, n.1397 - Neszmély, †1439)
- Carlo VI d'Asburgo, sovrano (Vienna, n.1685 - Vienna, †1740)
- Carlo II di Spagna, sovrano spagnola (Madrid, n.1661 - Madrid, †1700)
- Carlo V d'Asburgo, sovrano tedesca (Gand, n.1500 - Cuacos de Yuste, †1558)

## Vescovi cattolici(1)
- Carlo I d'Austria, vescovo cattolico austriaco (Graz, n.1590 - Madrid, †1624)